# Linus Lomander

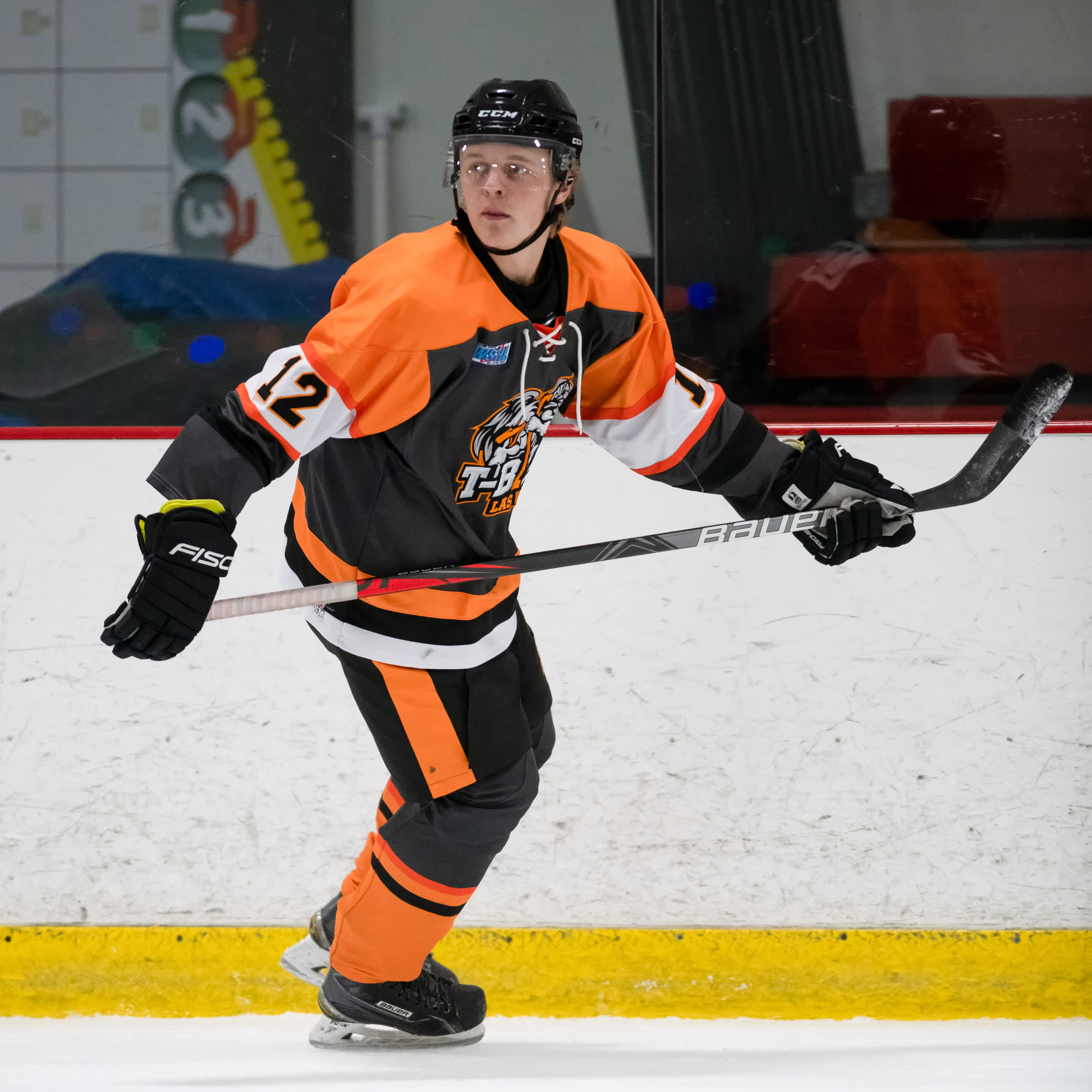
Linus under en match-uppvärmning under säsongen 2019/20

Linus Jörgen Lomander, född 18 maj 2000 i Varberg är en svensk hockeyspelare som spelar för Las Vegas Thunderbirds. 
Linus Lomander var den första svensk genom tiderna att skriva juniorkontrakt i Las Vegas som hockeyspelare. Han spelade med sin moderklubb under tio år som junior innan han skrev på för den amerikanska juniorligan WSHL.